# Лини, Хам
Хам Лини Вануаророа (англ. Ham Lini Vanuaroroa; род. 8 декабря 1951, Пентекост, Новые Гебриды) — премьер-министр Вануату с 11 декабря 2004 до 22 сентября 2008 года.

## Биография
Брат первого премьер-министра Вануату Уолтера Лини, лидер национальной объединённой партии, получившей в июле 2004 года на выборах 10 из 52 мест в парламенте и сформировавшей крупнейшую фракцию в парламенте. Несмотря на поддержку Лини бывшим премьер-министром страны Эдвардом Натапеи, премьер-министром стал Серж Вохор. Лини оспорил избрание и находился в оппозиции до августа, когда сформировал с Вохором коалиционное правительство, став заместителем премьер-министра и министром иностранных дел. В декабре 2004 года Вохор ушёл в отставку после вотума недоверия в парламенте, и Лини был избран новым премьер-министром. 21 марта 2006 года успешно избежал парламентского вотума недоверия (30 голосов — за Лини, 20 — против). В 2008 году преемником Лини в кресле премьер-министра стал Эдвард Натапеи.